# Guerre Anti-Fengtian
 (février 2025).
La guerre Anti-Fengtian (Fan Feng Zhan Zheng, 反奉战争) est aussi connue sous le nom de guerre Guominjun-Fengtian (Guo Feng Zhan Zheng, 国奉战争), ou troisième guerre Zhili-Fengtian (Di San Ci Zhi Feng Zhan Zheng, 第三次直奉战争). Ce fut l'une des dernières grandes guerres entre les seigneurs de la guerre chinois avant l'expédition du Nord. Elle s'est déroulée du 22 novembre 1925 à avril 1926. Elle opposa la clique du Guominjun contre la clique du Fengtian et son alliée la clique du Zhili. La guerre a pris fin avec la défaite de la clique du Guominjun et la chute du gouvernement de Beiyang.

## Prélude et casus belli
L'une des nombreuses conséquences de la seconde guerre Zhili-Fengtian a été de modifier le gouvernement central de Beiyang, jusqu'alors dominé par la clique du Zhili, en novembre 1924. On introduisit un triumvirat informel mais influent dirigé par Zhang Zuolin du Fengtian, Feng Yuxiang du Guominjun et Duan Qirui de la clique de l'Anhui. Duan Qirui devenant le chef de l'État en raison de son rôle de médiateur et de neutralité. Il était donc une importante figure de proue même si sa clique avait été presque anéantie surtout depuis sa défaite durant la première guerre Jiangsu-Zhejiang. Duan Qirui et sa petite armée ne contrôlait en réalité que la capitale Pékin et n'avait qu'un pouvoir symbolique.

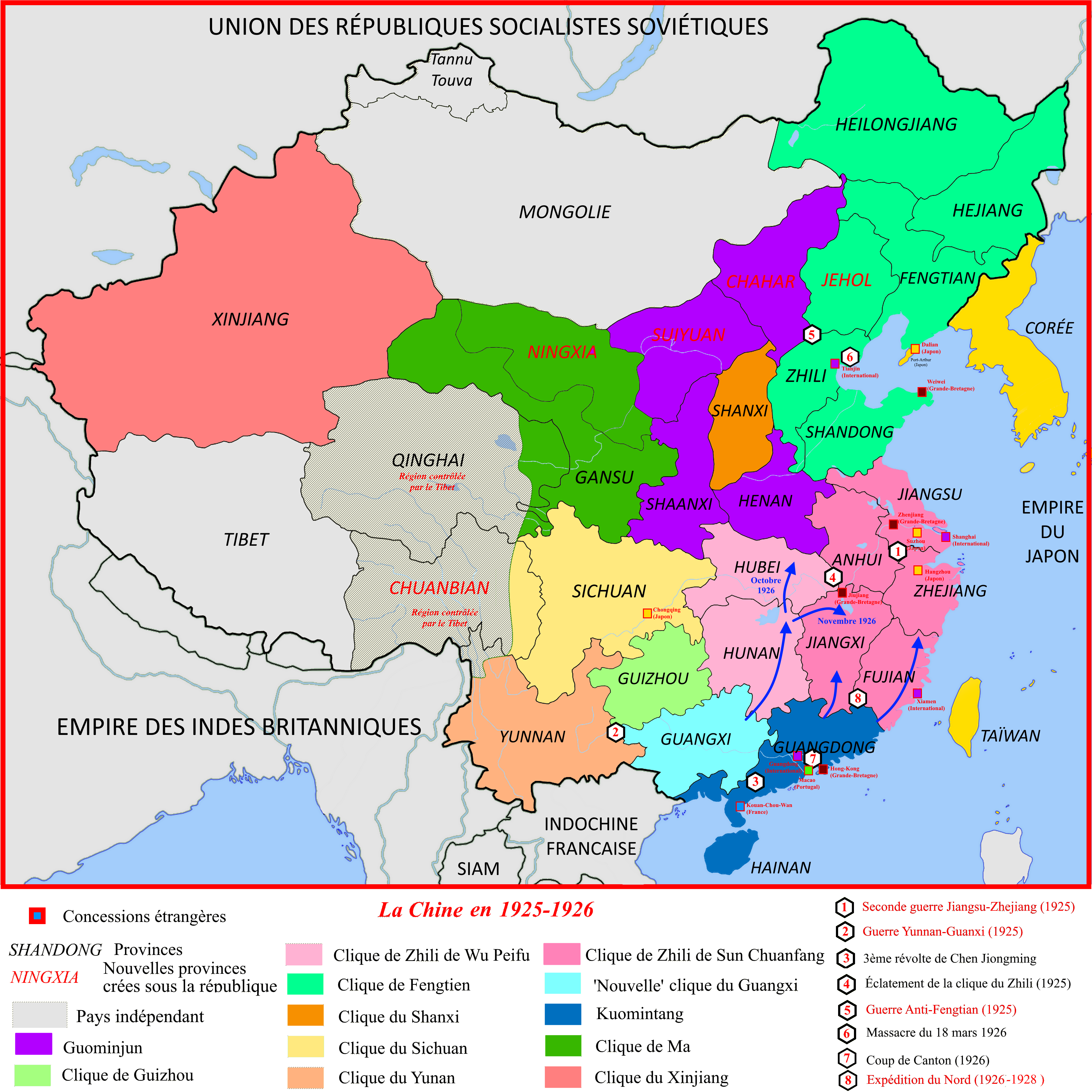
Carte de la Chine en 1926

Zhang Zuolin était le véritable maître du triumvirat. C'était un redoutable seigneur de la guerre, dirigeant la très puissante clique du Fengtian, contrôlant de riches provinces, soutenu de surcroît par l'empire du Japon. Il avait été l'âme de la coalition anti-Zhili durant la seconde guerre Zhil-Fengtian. Feng Yuxiang devait son pouvoir et la création de sa clique du Guominjun par sa trahison du Zhili au beau milieu de cette guerre. Il contrôlait les provinces de la Mongolie inférieure de la Chine du nord-ouest qui étaient assez pauvre. De fait, son armée n'était pas très puissante. Ainsi, le partage du pouvoir parmi le triumvirat était en réalité inégalitaire. D'autant que les conceptions politiques des trois seigneurs de la guerre étaient antithétiques : Zhang Zuolin était plutôt un monarchiste soutenu par le Japon; Feng Yuxiang souhaitait mener une politique radicale républicaine, teinté de christianisme et d'idéaux révolutionnaires. Duan Qirui, soutenu par l'URSS, jouait le rôle de médiateur, basculant de l'un vers l'autre pour préserver son pouvoir.
Tout au long l'été 1925, afin de trouver un soutien décisif pour l'emporter sur l'autre, Zhang Zuolin et Feng Yuxiang commencèrent à courtiser et solliciter leur ancien ennemi vaincu, Wu Peifu, de la clique du Zhili. Ce dernier, très affaibli, voyait avec inquiétude l'apparition d'un rival charismatique à son pouvoir, Sun Chuanfang, qui luttait brillamment au cours de la seconde guerre Jiangsu-Zhejiang. Mais Wu Peifu enrageait toujours contre la trahison de Feng Yuxiang, principal responsable de sa défaite et du coup de Pékin. C'est pourquoi, en novembre 1925, Wu Peifu scella une alliance avec Zhang Zuolin. Cette alliance durera jusqu'à la défaite finale des deux cliques lors de l'Expédition du Nord en 1928.

## Déroulement
En octobre 1925, Guo Songling, un général de division de la clique du Fengtian, trahit au profit du Guominjun de Feng Yuxiang. Il ouvrit les hostilités le 22 novembre à assiéger Mukden, la capitale de ses anciens maîtres. Tchang Kai-shek chercha alors à convaincre Sun Chuanfang de trahir également la clique du Zhili pour le Kuomintang. Sun Chuanfang était déjà un général de Wu Peifu très indépendant et en passe de créer sa propre clique, à tout de moins de devenir un rival dangereux. Car il avait vaillamment résister, durant la seconde guerre Jiangsu-Zhejiang aux forces du Fengtian et commençait à reconquérir les provinces chinoises avoisinantes : de Shanghai, il s'empara de Nanjing, puis toute la province du Jiangsu, du Fujian, de l’Anhui et du Jiangxi. L'alliance du Zhili avec la clique du Fengtian contrariait ses projets d'expansion. Pourtant, Sun Chuanfang repoussa l'offre de Tchang Kaï-shek et demeura loyal au Zhili. Il fit alors exécuter les émissaires de Tchang Kaï-shek qui fit de même avec les siens.
Entretemps, le Kuomintang était l'objet d'une forte lutte pour le pouvoir depuis la mort de Sun Yat-sen. Cela déboucha vers la guerre Yunnan-Guangxi. Le rival de Tchank Kaï-shek, Wang Jingwei, proposa d'envoyer Chiang Feng, le directeur de l'académie militaire du pays, pour conseiller militairement le Guominjun. Mais Chiang Feng refusa de perdre son poste à Whampoa.
Le 24 décembre, dans un brutal renversement de situation, Guo Songling dût lever le siège de Mukden puis fut tué lors de sa retraite. Le Guominjun vit le moral de ses troupes s'effondrer et déserter. Il tenta cependant de résister aux attaques de Wu Peifu pour le maintenir à distance et l'empêcher de joindre ses forces à la clique du Fengtian. Entretemps, Zhang Zuolin, Li Jinglin et Zhang Zongchang progressaient de plus en plus. En janvier, Feng Yuxiang savait la situation militaire désespérée et s'enfuit vers l'Union soviétique. Le Guominjun se désagrégeait. D'autant que l'empire du Japon armait et finançait la clique du Fengtian et appuya leurs armées avec un soutien aérien et naval : Lors d'une attaque d'artillerie sur les forces du Guominjun, des civils furent tués, provoquant d'énormes manifestations à Pékin qui conduisit au massacre du 18 mars. Si Duan Qirui dénonça la brutale répression des manifestants, le Guominjun le força à démissionner le mois suivant.
En avril, et pour apaiser la clique du Zhili, le Guominjun libéra l'ancien président de république Cao Kun arrêté depuis 1923. Wu Peifu resta cependant inflexible. Le jeune maréchal, Zhang Xueliang parvint alors à prendre Pékin. La capitale plongea alors dans le chaos complet. Le pillage de la ville perdura jusqu'à l'arrivée de l'armée de Wu Peifu. Le gouvernement de Beiyang s'était totalement effondré ouvrant la voie à l'anarchie. Ce climat anarchique allait plus ou moins durer jusqu'en 1928 et la capture de la ville par Tchang Kaï-shek.
Les troupes du Guominjun tentaient de fuir à travers la province du Shanxi, mais la clique du Shanxi dirigée par Yan Xishan maintenait une stricte neutralité politique et attaquait tout soldat qui franchissait la frontière. Yan Xishan était un ancien membre du Tongmenghui, plutôt favorable au Guominjun mais il ne voulait pas perdre sa province en étant entraîné dans cette guerre. Il attendra son heure en 1926-1928 en participant à l'expédition du Nord avec Tchang Kaï-shek et Feng Yuxiang et lors de la guerre des plaines centrales.

## Conséquences
La guerre Anti-Fengtian vit le triomphe en avril 1926 de la clique du Fengtian et l'affaiblissement considérable du Guominjun. La capitale Pékin était désormais conjointement contrôlée par la clique du Fengtian et du Zhili mais Zhang Xueliang et Wu Peifu ne parvenaient pas à s'entendre pour diriger un nouveau gouvernement. Wu Peifu voulait restaurer Cao Kun à la tête de l'État mais Zhang Xueliang visait à restaurer l'empire et placer l'empereur mandchou Pu-Yi sur le trône. De fait, leurs dissensions entraîna Pékin dans un désordre complet. Les politiciens qu'ils nommèrent n'avaient aucun pouvoir d'autant qu'ils étaient très rapidement révoqués par la suite. La Chine n'eut plus de gouvernement nominal stable. Zhang Zuolin , prenant appui de sa puissante armée, agit donc de plus en plus en dictateur.
La clique du Zhili sortit de cette guerre décimée. Elle se scindait déjà en deux familles depuis la fin des guerres Jiangsu-Zhejiang. De plus, la guerre Anti-Fengtian obligea la clique du Zhili à déplacer ses forces vers le nord, laissant son flanc sud faiblement défendu en face du Kuomintang. Lorsqu'en juillet 1926, le Kuomintang lança son expédition du Nord, le Zhili ne put résister et fut alors anéanti.
Le Guominjun parvint à survivre en se repliant sur ses bases de Mongolie-Intérieure. Mais il avait perdu le Hebei et le contrôle de Pékin. Il n'avait plus les ressources suffisantes pour ses ambitions.
La guerre Anti-Fengtian marqua  surtout le rejet de plus en plus net de l'opinion publique des seigneurs de guerre. Le massacre du 18 mars fut vécu comme une criante injustice et déconsidéra profondément les divers seigneurs de guerre. L'anarchie régnante à Pékin faisait craindre à la population une multiplication des guerres civiles et l'intervention étrangère notamment japonaise. Tchang Kaï-shek saura utiliser ce sentiment nationaliste au cours de son expédition du Nord tandis que Mao Zedong voyait avec satisfaction un nombre sans cesse plus grand de paysans chinois désireux de réformes profondes et égalitaires rejoindre le parti communiste chinois.